# Maldoum Bada Abbas
Maldoum Bada Abbas (* 1952 in Abéché, Französisch-Äquatorialafrika; † 2006) war ein Politiker aus dem Tschad, der unter anderem zwischen 1990 und 1991 Vizepräsident des Staatsrates, 1991 Innenminister sowie zwischen 1995 und 1996 Justizminister war. Er war zunächst ein enger und einflussreicher Gefolgsmann von Staatspräsident Idriss Déby, Vizepräsident der regierenden Patriotischen Wohlfahrtsbewegung MPS (Mouvement Patriotique de Salut) und damit de Facto nach Déby der zweite Mann des Regimes.

## Leben
Maldoum Bada Abbas, der zu den Hadjarai gehörte, war ursprünglich Teilnehmer der von Goukouni Oueddei und Hissène Habré angeführten Rebellion in Borkou-Ennedi-Tibesti, eine der damals 18 Regionen des Tschad, obwohl er Habré näher stand. Als dieser 1982 N’Djamena besetzte, wurde er nach Frankreich und besuchte dort eine Stabschule. Kurz nach seiner Rückkehr wurde er zum Leutnant befördert sowie zum Militärpräfekten der Präfektur Guéra ernannt und bekleidete diesen Posten bis 1984. Er entfremdete sich jedoch wegen der zuweilen brutalen Massensäuberungen der Hadjarai durch die Regierung nach der Vergiftung von Außenminister Idriss Miskine am 7. Januar 1984 zunehmend von Habré. Nach seiner Desertion vom Regime begann er im Dezember 1986 als Führer der von ihm gegründeten Nationalen Heilsbewegung des Tschad MOSANAT (Mouvement du Salut National du Tchad) eine Hadjarai-Rebellion in Guéra. Weitere Massenverhaftungen von Hadjarai durch die Regierung Habrés sowie die Ermordung seines Bruders Hamed Lamine Abbas trieben ihn und seine Gefolgsleute nach Darfur im Sudan, wo er eine Allianz mit Teilen von Abdelkader Yacines FROLINAT Originel, Seids Première Armée Volcan und der libyschen Islamischen Legion, die sich zu der Zeit im Sudan befand, schloss. Als sich Habrés brutale Unterdrückung auf die Volksgruppe der Zaghawa erstreckte, führte dies zu einer Flucht weiterer bisheriger Unterstützer Habrés in den Sudan wie Idriss Déby, einer der wichtigsten Anführer der Rebellion in Borkou-Ennedi-Tibesti. Abbas schloss seine Anhänger mit den Kämpfern Débys zusammen, um gemeinsamen einen Krieg gegen Präsident Hissène Habré zu führen. An der Spitze eines großen Kontingents von Hadjarai-Truppen, weiteren im Sudan rekrutierten Angehörigen anderer Staaten sowie unterstützende Zaghawa-Kämpfern nahm Abbas an der sogenannten „Opération Rezzou“ teil, bei der Habrés Armee in der Provinz Wadai geschlagen wurde und Déby und Abbas ohne weitere bedeutende Gegenwehr am 2. Dezember 1990 mit ihren Truppen N’Djamena einnahmen.
Daraufhin fungierte Abbas, der zuletzt den Rang eines Oberst bekleidete, kurzzeitig vom 4. Dezember 1990 bis 4. März 1991 als Vizepräsident des Staatsrates sowie 1991 zu Beginn der Amtszeit von Präsident Idriss Déby als Innenminister. Durch diese Posten sowie als Vizepräsident der regierenden Patriotischen Wohlfahrtsbewegung MPS (Mouvement Patriotique de Salut) war er damit de Facto nach Déby der zweite Mann des Regimes. Allerdings fühlten er und die Hadjarai sowie andere Volksgruppen mehr verdienten, zumal sie das zahlenmäßig das stärkste Kontingent bei der Einnahme von N’Djamena durch Déby stellten. Er nahm daraufhin mit einer 1.000 Mann starken Privatarmee von Hadjarai-Kriegern einen der beiden Präsidentenpaläste in der Hauptstadt. Er wurde zunehmend zu einer Bedrohung für Déby und betrachtete sich selbst in seiner Macht dem Präsidenten als gleichrangig. Er wurde schließlich zu seiner Verärgerung von seiner Funktion als Vizepräsident des MPS entbunden und am 13. Dezember 1991 festgenommen, nachdem es im Vorfeld zu einem mutmaßlichen Staatsstreich zu einem Anschlag auf ein Waffenarsenal in N’Djamena kam. Obwohl die Medien der Geschichte Glauben schenkten, wurde Abbas in Wirklichkeit benutzt, um die wachsende Selbstbehauptung der Hadjarais in N’Djamena zu vereiteln. Obwohl in den Hadjarai-Gebieten in Guéra auf Geheiß von Abbas umgehend eine Rebellion ausbrach, versöhnte sich Abbas bald mit Déby und wurde rehabilitiert. Im Januar 1992 wurde er freigelassen, als er in den provisorischen Rat der Republik berufen wurde. Im Kabinett von Premierminister Koibla Djimasta bekleidete er als Nachfolger von Loum Hinaisou Laina zwischen 1995 und seiner Ablösung durch Abdelkarim Nadjo 1996 das Amt des Justizministers. Maldoum Bada Abbas, der erneut der Verschwörung gegen das Regime beschuldigt wurde, soll bei den Säuberungen des Jahres 2006 vom Regime eliminiert worden sein.